# The Mummy Returns
The Mummy Returns (conocida como El regreso de la momia en España, La momia regresa en Hispanoamérica y comúnmente llamada La momia II) es una película estadounidense de 2001 dirigida por Stephen Sommers protagonizada por
Brendan Fraser, Rachel Weisz, John Hannah y Oded Fehr y la participación antagónica de Arnold Vosloo y Patricia Velásquez y Dwayne Johnson.
Es la secuela de la película La momia (1999), con una historia situada en 1933, siete años después de los acontecimientos acaecidos en la primera película. 
A raíz del personaje que realizó Dwayne Johnson en esta película, se realizó el filme El rey Escorpión, estrenada un año después y protagonizada por el mismo actor, dando origen a una saga alternativa de La momia.

## Argumento
Hace 5.000 años, había un feroz guerrero llamado Mathayus, el más grande que jamás había existido en el Antiguo Egipto, también mejor conocido en la tierra como el Rey Escorpión, que junto a su poderoso ejército luchó contra el ejército de la ciudad de Tebas con el propósito de dominar el mundo conocido. Tras siete años de intensa lucha, el Rey Escorpión y su ejército cayeron derrotados por la superioridad de Tebas, y fueron exiliados a vagar por el desierto sagrado de Ahm Shere. Uno a uno los soldados del ejército fueron pereciendo bajo el sol abrasador e implacable, hasta que únicamente quedó con vida el gran guerrero. Aproximándose a su propia muerte, el Rey Escorpión hizo un pacto con el dios Anubis, en el cual éste suplicó que se le perdonara la vida y le permitiera derrotar a sus enemigos, y a cambio de eso, él le entregaría su alma y el dios aceptó el trato. Una vez que quedó hecha la promesa, Anubis le salvó la vida y ante el gran guerrero levantó un oasis en medio del desierto. 
Anubis nombró al Rey Escorpión como campeón, y le proporcionó el mando su propio ejército de chacales humanoides, con el cual dieron inicio a una nueva campaña, en la cual fueron conquistando ciudades y reinos a lo largo del Antiguo Egipto; de esta forma, se levantó una pirámide hecha de oro en honor a este dios en el centro del oasis de Ahm Shere. Sin embargo, la campaña aún no ha terminado; ahora le llegó el turno a Anubis de otorgarle a su campeón el honor y la motivación de terminar su propia batalla contra sus enemigos de Tebas a modo de venganza por la cruel y humillante derrota que había sufrido en el pasado. El Rey Escorpión, Anubis y el ejército de chacales se dirigieron a la ciudad y avanzaron como un verdadero torrente infame, arrasando con todo lo que hallaron a su paso, y masacrando sin piedad ni misericordia a sus enemigos; pero a pesar de haber logrado finalmente ganar la batalla, el Rey Escorpión perdió su alma inmediatamente y así fue condenado a servir a Anubis por toda la eternidad, además de que a raíz de esto, el ejército de chacales ha sido enviado nuevamente al Inframundo, dando como hecho el inicio a la nueva trama que desarrolla las vidas pasadas de sus protagonistas para entender la historia.
De vuelta en la actualidad, en el año 1933, después de los acontecimientos que llevaron al encuentro con la momia de Imhotep, y en las antiguas ruinas de Tebas, en el moderno Egipto, Rick O’Connell sigue su vida como un aventurero, salvo que esta vez no anda solo; lo acompaña Evelyn Carnahan, con quien se ha casado y tienen un hijo llamado Alex, que ha sacado la misma inteligencia de su madre, el coraje de su padre y la personalidad histérica de su tío Jonathan. Es entonces cuando la pareja de casados logra descubrir un extraño cofre, guiados por una perpleja Evelyn que no entiende cómo ha sido capaz de llegar a él, ya que confiesa haber estado en ese lugar inhabitado desde hace más de tres mil años. Además, la protagonista revela que ha sufrido de extraños sueños y ha tenido visiones de sitios que jamás ha visto. En el interior del cofre encuentran el brazalete de Anubis, objeto que perteneció al Rey Escorpión. Por otro lado, en una excavación en las ruinas de la ciudad hundida de Hamunaptra, un grupo de sectarios, dirigidos por una bella y misteriosa mujer llamada Meela, encuentra la momia de Imhotep. Ese era el Año del Escorpión, fecha en la cual podía ser despertado el poderoso Rey Escorpión y si alguien lo matara este tendría el poder de dominar su ejército pudiendo utilizarlo para adueñarse del mundo o enviarlo de vuelta al Infierno.
De vuelta en Londres en la mansión O'Connell, Alex se pone el brazalete de Anubis por curiosidad y, de pronto, Evelyn es secuestrada por los sectarios que habían llegado desde las ruinas de Hamunaptra, en un inesperado movimiento a traición por parte de Baltus Hafez, el conservador del Museo Británico, quien pretendía resucitar a la momia de Imhotep y recuperar el brazalete, mientras que a Evelyn se la llevaron para entregarla como regalo, ya que ella había enviado a Imhotep al otro mundo siete años atrás. Para su suerte, Ardeth Bay aparece ya que desde hace mucho tiempo ha estado siguiendo los movimientos de los sectarios, y junto a Rick la rescatan, teniendo un nuevo enfrentamiento con la ahora resucitada momia de Imhotep. Pero ahora el secuestrado es Alex, debido a que se puso el brazalete. 
Rick y compañía se preparan para rescatar a su hijo, siguiendo las pistas que este les deja, avanzando lentamente hacía el oasis que sólo podía ser descubierto con el brazalete, mientras Alex hace esfuerzos por ser un verdadero fastidio para los sectarios. Entre tanto, Imhotep decide regresarle los recuerdos de su antigua vida a Meela, a quien él considera firmemente como la reencarnación de su amada Anck-Su-Namun en esta época, y para esto usa el Libro Negro de los Muertos, mostrándole la historia de amor que tuvieron. Al mismo tiempo, sin que Imhotep se dé cuenta, Evelyn quien viajaba junto a Rick y los demás en el globo de Izzy -un experto piloto aéreo y viejo amigo de Rick de los días de la Legión Extranjera Francesa- se hace partícipe de estos recuerdos y descubre finalmente el sentido de su vida: es la reencarnación de la Princesa Nefertiti, la hija del Faraón Seti I, la encargada de proteger el brazalete de Anubis, y quien descubre el secreto amorío entre la concubina favorita del Faraón y el Sumo Sacerdote del Templo de Tebas. Es entonces cuando Rick llega a la conclusión de que él y su grupo deberán continuar con su camino y enfrentarse una vez más a la momia de Imhotep, salvo que ahora el enemigo no está solo; tiene la compañía de Meela, quien logra recuperar sus recuerdos del pasado y comprende que en verdad es la reencarnación de Anck-Su-Namun. Ambos intentarán de todas formas despertar y asesinar al Rey Escorpión. 
Al llegar a la pirámide de Ahm Shere, Rick y sus camaradas se disponen a pasar por el oasis, aún sabiendo que el lugar se encuentra lleno de trampas y criaturas salvajes. Por el camino, Alex consigue escapar de los sectarios, aún teniendo puesto el brazalete, y aprovechando la ocasión se reencuentra finalmente con su familia; pero de repente aparece una Anck-Su-Namun ya reencarnada con una daga en la mano, apuñalando por sorpresa a Evelyn en su estómago. Ella sin más cae al suelo y muere, mientras Rick y Jonathan lloran su pérdida, siendo Alex el más afectado con mayor dureza. Una vez que Imhotep y Anck-Su-Namun entran en la pirámide dorada, Imhotep siente que el dios Anubis arrebata su inmortalidad y poderes para que se enfrente honestamente al Rey Escorpión como un mortal, ya que si la momia usaba sus poderes contra el Rey Escorpión sería considerado trampa. Rick va también tras el Rey Escorpión, decidido a vengarse de Imhotep y Anck-Su-Namun por la trágica muerte de Evelyn. Mientras tanto Hafez toma el brazalete de Anubis, que ya se había desprendido de Alex, y lo utiliza para abrirse paso dentro de la pirámide y así invocar al temible ejército de Anubis introduciendo el brazalete en una especie de boca de escorpión, y de donde sale una gran sombra que se extiende sobre las arenas del desierto justo frente a las tribus de descendientes de los Medjay liderados por Ardeth para luchar contra el ejército de Anubis. Después de analizar, a Alex se le ocurre la idea de usar el Libro de los Muertos en posesión de Imhotep, para resucitar a su madre con la ayuda de su tío Jonathan. Por otro lado, Rick se encuentra con Hafez de casualidad, hasta que la boca de escorpión devora la mano de Hafez junto con el brazalete de Anubis. Imhotep afirma que está dispuesto a enfrentarse en batalla al Rey Escorpión, ya sea con o sin sus poderes, para poder liderar el ejército de Anubis y dominar el mundo y someterlo en la oscuridad, a pesar de las tantas súplicas de Anck-Su-Namun que le dice que es muy arriesgado. Ante los ojos de los Medjay, la sombra que atravesó el desierto transformó la arena del desierto en chacales guerreros, armados y feroces. Siguiendo el plan de Alex, Jonathan pelea contra Anck-Su-Namun para distraerla, mientras que su sobrino le quita el Libro de los Muertos de las manos y lo lee atentamente intentando resucitar a Evelyn. En tanto Rick se reencuentra cara a cara con Imhotep al cual desafía con el fin ajustar las cuentas que han quedado pendientes en el pasado, para impedir que sea él quien derrote al Rey Escorpión con tal de cumplir sus sueños tan ambiciosos y egoístas, iniciando entre ambos una violenta lucha sin cuartel. Al mismo tiempo en el desierto Ardeth y los Medjay cargan contra el ejército de Anubis. Justo cuando Anck-Su-Namun va a apuñalar a Jonathan, Evelyn resucita y la detiene, para luego luchar contra ella en un duelo a muerte, tal como lo hicieron hace miles de años, mientras Jonathan y Alex van a ayudar a Rick. Dentro del templo Rick e Imhotep siguen peleando entre ellos cuando de repente, una puerta se abre saliendo una criatura medio humana y medio escorpión gigante: el Rey Escorpión. Imhotep se acobarda y engaña al Rey Escorpión para que ataque primero a Rick. Hafez aparece por el templo pero el Rey Escorpión lo atrapa, Hafez pide ayuda a  Imhotep pero éste lo ignora, y el Rey Escorpión lo despedaza.
Mientras, en el desierto, los Medjay consiguen derrotar a los primeros guerreros del ejército  de Anubis. Pero justo después de vencerlos, Ardeth observa al horizonte y ve acercándose a otro ejército interminable de chacales guerreros y a sabiendas de su inferioridad numérica y que están a punto de ser masacrados, Ardeth forma a sus camaradas en fila y se preparan para una defensa final. En la pirámide, Rick consigue eludir temporalmente al Rey Escorpión y encuentra un jeroglífico de un valiente guerrero egipcio que lleva el mismo tatuaje Medjay que tiene en su muñeca y lleva en la mano el cetro de oro que tiene Jonathan, que en realidad resulta ser la única arma capaz de darle muerte al Rey Escorpión, la legendaria Lanza Sagrada de Osiris. Entonces, Rick le informa del descubrimiento a Jonathan y le pide que la active mientras él distrae al Rey Escorpión para ganar tiempo. Momentos después, el mismo Rick se alegra de ver a su esposa nuevamente con vida, pero en ese momento aparece Anck-Su-Namun, enfadada por haber sido derrotada en el duelo, y empieza a forcejear con ella desesperadamente. Justo cuando Jonathan consigue activar la Lanza de Osiris, este trata de arrojarla hacia la mano de Rick, pero Imhotep la intercepta en pleno lanzamiento y esta vez él mismo la arroja para matar al Rey Escorpión y así tomar el control del ejército de Anubis, pero cuando la Lanza de Osiris arrojada por Imhotep iba alcanzar el corazón del Rey Escorpión, Rick interfiere en el último segundo y la logra atrapar antes de que ésta alcanzara el objetivo. Ahora Rick, armado con la Lanza de Osiris, consigue clavársela al Rey Escorpión y lo envía nuevamente al Inframundo, exigiendo que se lleve a los fieros chacales guerreros consigo, para rabia y frustración de Imhotep, y en ese instante el ejército de Anubis se convierte en polvo justo a tiempo para salvar a Ardeth y los Medjay en el desierto. Al morir el Rey Escorpión el oasis de Ahm Shere empieza a hundirse dentro de la pirámide, por otro lado Rick e Imhotep están siendo arrastrados al Infierno (una grieta abierta) por las propias almas condenadas, en ese instante Rick le grita a Evelyn que huya rápido del lugar, pero esta se niega y se lanza al rescate de su marido a pesar del derrumbe. Al ver que Rick logra ser salvado con vida gracias a este valiente acto de amor por parte de Evelyn, Imhotep le pide ayuda a Anck-Su-Namun, pero ella huye cobardemente y lo abandona. Horrorizado hasta las lágrimas por la traición de la mujer que amaba, a Imhotep ya no le queda más remedio que admitir la humillante derrota y observa por última vez a Rick y Evelyn, dando a entender que fueron unos oponentes dignos de su respeto y posteriormente este se arroja al Infierno, cediendo finalmente a su triste muerte. En cuanto a Anck-Su-Namun, ella intenta buscar una salida para escapar pero muere al caerse en un pozo lleno de escorpiones carnívoros. Rick, Evelyn, Alex y Jonathan consiguen subir hasta la cima de la pirámide pero pronto se dan cuenta de que ahora están atrapados y sin forma posible de salir, pero en ese momento, Izzy aparece con su dirigible y los rescata. Cuando Jonathan casi se cae, este decide llevarse consigo el gigantesco diamante que corona la pirámide antes de que se hunda en las arenas. Cuando finalmente estos consiguen salir, los cinco vuelven a casa en el dirigible, mientras que Ardeth se despide de ellos desde las dunas en el desierto.

## Fechas de estreno mundial
| País                         | Estreno                                               |
| ---------------------------- | ----------------------------------------------------- |
| Estados Unidos               | Viernes, 4 de mayo de 2001                            |
| Australia                    | Jueves, 10 de mayo de 2001                            |
| Italia                       | Viernes, 11 de mayo de 2001                           |
| Suiza                        | Miércoles, 16 de mayo de 2001 (Región francoparlante) |
| Argentina                    | Jueves, 17 de mayo de 2001                            |
| Suiza                        | Jueves, 17 de mayo de 2001 (Región germanoparlante)   |
| Alemania                     | Jueves, 17 de mayo de 2001                            |
| Hungría                      | Jueves, 17 de mayo de 2001                            |
| Israel                       | Jueves, 17 de mayo de 2001                            |
| Malasia                      | Jueves, 17 de mayo de 2001                            |
| Países Bajos                 | Jueves, 17 de mayo de 2001                            |
| República Dominicana         | Jueves, 17 de mayo de 2001                            |
| Rusia                        | Jueves, 17 de mayo de 2001                            |
| Eslovenia                    | Jueves, 17 de mayo de 2001                            |
| Austria                      | Jueves, 18 de mayo de 2001                            |
| Brasil                       | Viernes, 18 de mayo de 2001                           |
| Dinamarca                    | Viernes, 18 de mayo de 2001                           |
| España                       | Viernes, 18 de mayo de 2001                           |
| Finlandia                    | Viernes, 18 de mayo de 2001                           |
| Reino Unido                  | Viernes, 18 de mayo de 2001                           |
| Irlanda                      | Viernes, 18 de mayo de 2001                           |
| Islandia                     | Viernes, 18 de mayo de 2001                           |
| Noruega                      | Viernes, 18 de mayo de 2001                           |
| Portugal                     | Viernes, 18 de mayo de 2001                           |
| Suecia                       | Viernes, 18 de mayo de 2001                           |
| Turquía                      | Viernes, 18 de mayo de 2001                           |
| Bélgica                      | Miércoles, 23 de mayo de 2001                         |
| Francia                      | Miércoles, 23 de mayo de 2001                         |
| Kuwait                       | Miércoles, 23 de mayo de 2001                         |
| Filipinas                    | Miércoles, 23 de mayo de 2001                         |
| Chile                        | Jueves, 24 de mayo de 2001                            |
| Ecuador                      | Jueves, 24 de mayo de 2001                            |
| Perú                         | Jueves, 24 de mayo de 2001                            |
| Singapur                     | Jueves, 24 de mayo de 2001                            |
| Colombia                     | Viernes, 25 de mayo de 2001                           |
| Grecia                       | Viernes, 25 de mayo de 2001                           |
| México                       | Viernes, 25 de mayo de 2001                           |
| Venezuela                    | Miércoles, 30 de mayo de 2001                         |
| Panamá                       | Viernes, 1 de junio de 2001                           |
| Egipto                       | Miércoles, 6 de junio de 2001                         |
| Indonesia                    | Miércoles, 6 de junio de 2001                         |
| República Checa · Eslovaquia | Jueves, 7 de junio de 2001                            |
| Estonia                      | Viernes, 8 de junio de 2001                           |
| Tailandia                    | Viernes, 8 de junio de 2001                           |
| Japón                        | Sábado, 9 de junio de 2001                            |
| Hong Kong                    | Jueves, 14 de junio de 2001                           |
| Sudáfrica                    | Viernes, 15 de mayo de 2001                           |
| República de China           | Viernes, 15 de junio de 2001                          |
| Corea del Sur                | Sábado, 16 de junio de 2001                           |
| Nueva Zelanda                | Jueves, 21 de junio de 2001                           |
| Polonia                      | Viernes, 22 de junio de 2001                          |
| Uruguay                      | Viernes, 22 de junio de 2001                          |
| Kenia                        | Viernes, 29 de junio de 2001                          |
| India                        | Viernes, 6 de julio de 2001                           |
| Líbano                       | Jueves, 19 de julio de 2001                           |
| Bulgaria                     | Viernes, 3 de agosto de 2001                          |
| Rumania                      | Viernes, 24 de agosto de 2001                         |
| Yugoslavia                   | Jueves, 30 de agosto de 2001                          |

## Personajes
- Brendan Fraser como Rick O'Connell.
- Rachel Weisz como Evelyn Carnahan O'Connell / princesa Nefertiri.
- Arnold Vosloo como Imhotep.
- Patricia Velásquez como Meela / Anck-Su-Namun.
- John Hannah como Jonathan Carnahan.
- Oded Fehr como Ardeth Bay.
- Freddie Boath como Alex O'Connell.
- Alun Armstrong como Baltus Hafez.
- Adewale Akinnuoye-Agbaje como Lock-Nah.
- Shaun Parkes como Izzy Buttons.
- Bruce Byron como Red.
- Joe Dixon como Jacques.
- Tom Fisher como Spivey.
- Aharon Ipalé como el faraón Seti I.
- Dwayne Johnson como el Rey Escorpión.

## Recepción
El 47% de los críticos en la página Rotten Tomatoes le dio una reseña positiva a la película, con un índice de audiencia promedio de 5.2 sobre 10. El consenso del sitio afirma: "En The Mummy Returns los efectos son impresionantes, pero los personajes parecen secundarios a las imágenes generadas por ordenador". En Metacritic la película tiene una puntuación de 48 sobre 100, basada en 31 críticas indicando "reseñas mixtas".
Roger Ebert, quien le otorgó a la primera película tres estrellas, le dio a The Mummy Returns solamente una estrella, afirmando: "El error de The Mummy Returns fue abandonar a los personajes y usar el guion como un tendedero para los efectos especiales y las secuencias de acción".